# 브루노 코라자리
브루노 코라자리(Bruno Corazzari, 1940년 12월 30일 ~ )는 이탈리아의 영화배우, 연극 배우, 텔레비전 배우이다. 카스텔라라노에서 태어났다.

## 영화
- 육체의 비밀 (1991년)
- 킬리만자로의 복수 (1990년)
- 모로 사건 (1986년)
- 한나 K (1983년)
- 검은 고양이 (1981년)
- 사이킥 (1977년)
- I Quattro Dell'Apocalisse (1975년)
- 마카담 정글 (1973년)
- 워드 부인의 이상한 죄악 (1971년)
- 아디오스 사바타 (1971년)
- 네크로폴리스 (1970년)
- 로이 콜트와 윈체스터 잭 (1970년)
- 위대한 침묵 (1968년)
- 옛날 옛적 서부에서 (1968년)
- 데스 라이즈 어 호스 (1967년)